# Philippe Albert
Philippe Julien Albert (født 10. august 1967 i Boullion, Belgien) er en tidligere belgisk fodboldspiller, der spillede som forsvarsspiller. Han var på klubplan tilknyttet Charleroi, Mechelen og Anderlecht i hjemlandet, samt engelske Newcastle United og Fulham. Med Anderlecht blev han belgisk mester i både 1993 og 1994.
Albert spillede mellem 1987 og 1997 41 kampe og scorede fem mål for det belgiske landshold. Han repræsenterede sit land ved både VM i 1990 og VM i 1994.

## Titler
Belgiske Mesterskab
- 1993 og 1994 med Anderlecht

Belgiske pokalturnering
- 1994 med Anderlecht